# Вилпаризи
Вилпаризи (фр. Villeparisis) град је у Француској, у департману Сена и Марна.
По подацима из 1999. године број становника у месту је био 21.296.

## Демографија
| 1962.  | 1968.  | 1975.  | 1982.  | 1990.  | 1999.  | 2011.  |
| ------ | ------ | ------ | ------ | ------ | ------ | ------ |
| 10.926 | 13.470 | 14.817 | 16.659 | 18.790 | 21.296 | 24.525 |

## Партнерски градови
- Пјетрасанта
- Ватлинген